# Storia del diritto romano (753 - 451 a.C.)
Nella storia del diritto romano il periodo 753 - 451 a.C. (periodo arcaico o primitivo) rappresentò la prima fase del diritto romano che, dalla fondazione di Roma (753 a.C.) all'emanazione delle leggi delle XII tavole (451-449 a.C.), corrispondeva grosso modo al periodo monarchico ed a quello della iniziale costituzione della Repubblica romana.

## Contesto storico

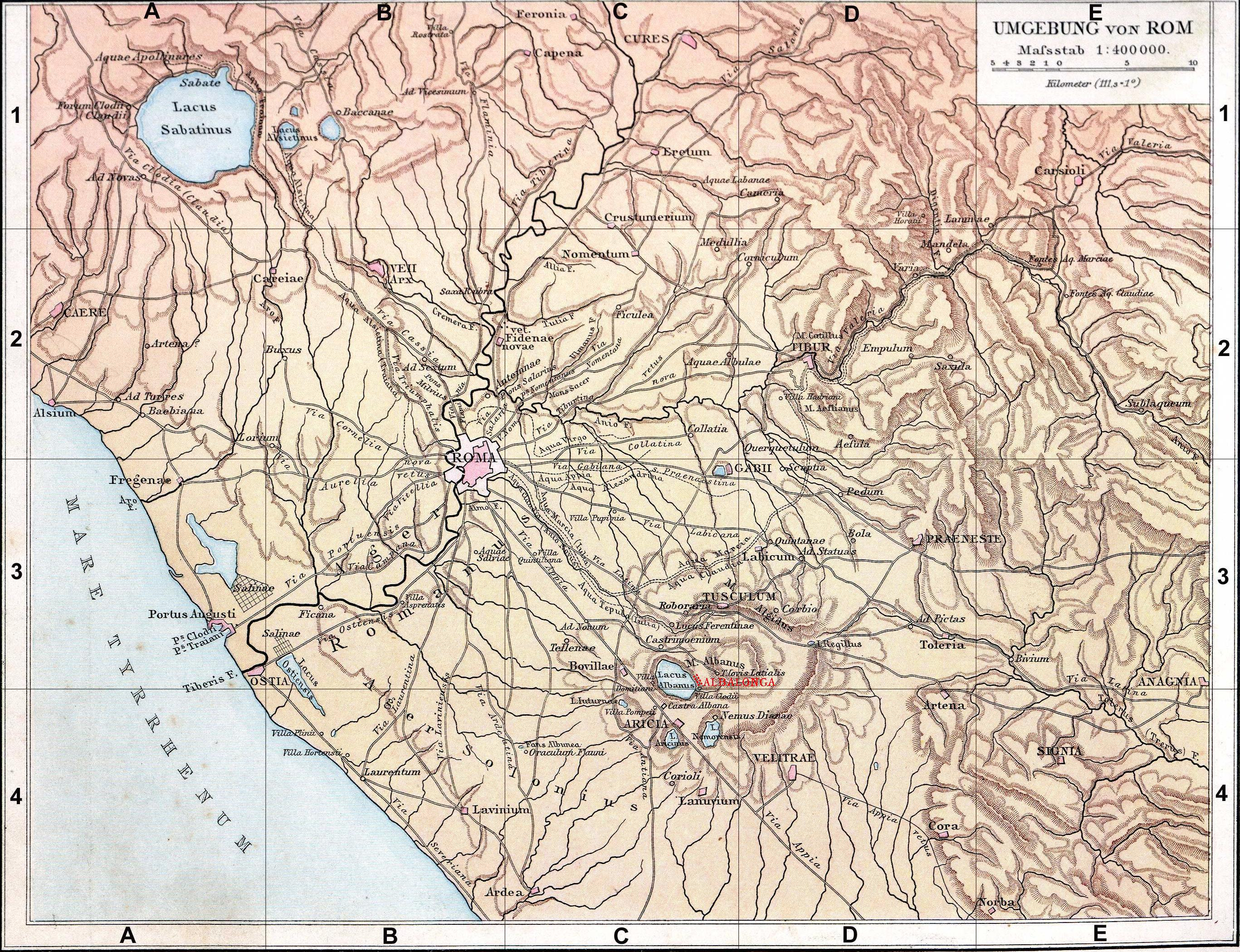
L'antico Latium vetus ed i suoi principali centri abitati.

L'organizzazione sociale del Lazio antico (Latium vetus) fu incentrata sui pagi (villaggi), uniti da vincoli di sangue, interessi economici, politici, religiosi e militari. Intorno ad essi nacquero gruppi sociali complessi, le gentes, che assunsero il controllo dei villaggi, organizzati in strutture gentilizie. Da essi, con l'unione della componente etrusca, nacquero i Quirites, parola di definizione sabina che indica i cittadini raggruppati in curiae-tribù (da co-iurites, il cui significato letterale è: coloro che godono degli stessi diritti). In pratica le gentes originarie della primitiva civitas romana furono di origine latina, soprattutto albana, sabina e etrusca. Ogni gens era quindi organizzata al suo interno sia religiosamente, che economicamente e militarmente, in modo non molto dissimile da quella nobiltà cavalleresca presente in quel periodo in Etruria, posta sotto il comando di un princeps. All'interno di questa struttura primitiva e cavalleresca vi erano sia i gentiles (signori) sia i clientes (vassalli).
Le origini della civiltà romana risalgono alla metà dell'VIII secolo a.C., epoca in cui si ebbe la fondazione della città di Roma e inizio della formazione della società romana. Da questo momento in poi, i primi quattro secoli della storia romana si conoscono anche come civiltà quiritaria. La ragione per cui lo Stato venne considerato un unicum non scindibile, va ricercata nella struttura che fu essenzialmente quella della civitas, dove la cittadinanza era costituita dai soli membri delle gentes patriciae, cioè dai Quirites (in seguito sinonimo di Romani). I primi abitanti di Roma erano di stirpe latino-sabina, anche se subirono fin dall'inizio l'influenza della vicina civiltà etrusca. Questa civiltà sembra appartenesse ad una stirpe dell'Asia Minore che, giunta in Etruria (Toscana), si fuse con la popolazione indigena italica, subendo anche l'influenza della vicina Magna Grecia. Gli Etruschi conquistarono, a partire dalla fine del VII secolo a.C., sia buona parte della pianura padana, verso nord; sia i territori del Latium vetus, Roma compresa, fino all'entroterra campano, verso sud.
Quando i Romani riuscirono a cacciare i Tarquini nel 509 a.C., furono favoriti dal fatto che la potenza etrusca era ormai in pieno declino nell'Italia meridionale. Basti ricordare che pochi anni prima (nel 524 a.C.), gli Etruschi erano stati battuti presso Cuma dalle forze greche poste sotto il comando dello stratega, Aristodemo, segnando la fine del loro espansionismo e l'inizio del crollo della signoria etrusca a sud del Tevere. Ciò condusse le genti latine a ribellarsi, come dimostra la successiva battaglia di Aricia, nella quale i Latini, soccorsi da Aristodemo, ottennero una decisiva vittoria per la loro indipendenza, sconfiggendo le forze etrusche poste sotto il comando del figlio di Porsenna, Arrunte.
In seguito Roma dovette combattere contro i Latini per la supremazia sul Latium vetus, utilizzando un esercito composto anche da non Quiriti (la plebs, che col tempo andò ad inglobare anche quei clientes che erano riusciti a svincolarsi dal legame con le antiche gentes), che da sempre era stata esclusa dal governo cittadino. Convinta della propria indispensabilità, la plebs si riunì e mise in atto una vera rivolta contro i Quiriti fin dal 494 a.C., riuscendo ad ottenere col tempo gli stessi diritti dell'aristocrazia cittadina e contribuendo a costituire stato patrizio-plebeo, la Res publica Romanorum.

### Società romana
Ai primordi la civiltà romana si basava su un'economia elementare orientata essenzialmente alla pastorizia transumante, molto diversa da altre tipologie,- tipo il nomadismo-( la transumanza era praticata dalle Genti italiche che poi formarono la grande Roma); la ricchezza privata era costituita da mandrie e greggi (pecunia, da pecus = bestiame formato da milioni di capi ovini accompagnati da- canis pastoralis e centinaia di migliaia di pastori- manovali addetti ai carriaggi per le derrate trainati da buoi-,  tosatori, casari,  falegnami,ecc.); praticavano anche agricoltura estensiva per grano, farro, ortaggi, ulivi,  viti curate con curvam falcem (vedi) e maritate all'olmo; il potere politico era concentrato nelle mani dell'assemblea democratica che, in ogni pagus dei vari territorium eleggeva il capopopolo, il Meddix o meddis, che non era un Re e la sua carica non era ereditaria. Il meddix regolamentava il territorium con la pagilegis (o leges della futura legislatura romana). Erano importanti sia per l'agricoltura e le piantagioni, ma, soprattutto per regolarizzare il passaggio delle pecore sui tratturi (strade erbate da due metri, fino a oltre duecento metri di larghezza- misurati realmente nelle piane di Larino -CB- loc. Saccione-) che si sviluppavano per circa tremilaquattrocento chilometri ; partivano dal Piceno e il suo entroterra, attraversavano i popoli Vestini cismontani e submontani, i maruccini, i frentani fino ad arrivare alla Puglia. Altri percorsi, ancora visibili sul territorio, iniziavano dai territori Peligni, attraversavano i territori dei Carecini (Juvanum era il centro) e si dirigevano sempre verso la Puglia.  Gli Equi e i Sagittari (Scanno- esistevano allevamenti fino a duecentomila ovini- Villetta Barrea, ecc.)  a loro volta confluivano sempre nel territorium di Bojano e poi nelle piane di Larino (per quel motivo in quella località  il tratturo aveva tale larghezza). La vita sociale e politica della "civitas quiritaria" si svolgeva attorno a due forme primitive di aggregazione, per estensione e grado: la familia e le gentes, intese come unione di più familiae, tutte discendenti dallo stesso capostipite (solitamente il loro eroe eponimo) e del quale memoria non extat (trad. "il ricordo continua ad esistere") e dal quale derivano nome, culti delle divinità protettrici del gruppo (sacra gentilicia), mores, territorio ed interessi economici (come la coltivazione in comune- la lega italica è stata una esperienza come prima forma cooperativa). Chi contravveniva alle regole di una gens veniva espulso, escluso dai sacra gentilicia e dalle tombe comuni.Stessa cosa capitava anche al Meddix, che poteva essere pure esautorato( in caso di cattiva gestione) e l'assemblea votava uno nuovo. Dell'assemblea facevano parte anche i primi nati a primavera (quelli del ver sacrum, che non venivano sacrificati o cannibalizzati, ma erano coloro che, dopo la transumanza in andata, erano destinati alla formazione di vici nei nuovi territorium). 
Elemento essenziale che caratterizzò il fenomeno della civitas, oltre al riconoscimento della cittadinanza ai soli patrizi, fu la concentrazione dei cives in un piccolo centro urbano (urbs) dominato dall'acropoli (arx, parte più alta e fortificata di una città, comprendente anche edifici religiosi) e circondato da un contado (villaggio). Tutto questo era il territorio dell'antica civitas. Nella civitas Quiritium, i cittadini erano quindi solo i Quirites o patricii, raccolti in un certo numero di gentes, a cui si doveva la fondazione di Roma. In seguito ne erano i discendenti, i quali erano divisi in tre categorie:
- cives di piena capacità giuridica, ammessi a partecipare a tutte le funzioni di governo della civitas ed in particolare a far parte del senatus;
- cives con capacità limitata, ammessi soltanto ai comitia curiata, ed esclusi dalle altre funzioni di governo (maschi delle familiae sottoposti alla potestas del pater familias);
- cittadini nominali (mulieres) assoggettati alla potestas di un pater familias senza prospettive di liberazione.

I Clientes (da clière = obbedire; che in seguito al conflitto degli ordini andarono ad ingrossare le file della plebe) si trovavano nella società romana in una posizione di sudditanza rispetto ai cives. Il sistema clientelare non era una caratteristica propria dei soli Romani, ma anche di Latini, Sabini, Etruschi, Greci, Germani e Slavi, ovviamente con caratteristiche differenti tra queste popolazioni. I clientes rappresentavano una classe "povera" formata da individui espulsi da altri gruppi, da piccoli proprietari terrieri con insufficiente reddito, da schiavi liberati, da stranieri che si erano arresi, ecc.; essi dipendevano dalle singole gentes quiritarie (o gruppi gentilizi), obbligata a rispondere ad un solo pater familias (o patronus), al quale erano affidati ed in cambio ne ricevevano la sua protezione (patronatus). Il rapporto di soggezione generato dal patronus sui propri clientes aveva il suo fondamento giuridico-religioso nella fides (vedi sotto). Qualora il cliente avesse tradito o abbandonato la gens, rompeva il rapporto di fiducia esistente (fides) ed incorreva in un illecito gravissimo, dando luogo ad una sanzione (sacerta): il pater poteva infatti sacrificare il proprio cliente di fronte ad un simile tradimento. Essi portavano il nomen gentilicium, partecipavano ai culti e contribuivano anche dando un aiuto all'economia della gens.
I plebei costituivano la maggior parte della popolazione e rappresentavano tutti quelli che non avevano nobili origini, dalle famiglie del contado, alle tribù rustiche. Oltre a queste due suddivisioni, vi erano anche gli stranieri o nemici (hostes), potenziali avversari della civitas.
Con la dominazione etrusca di Roma (616-509 a.C.), la comunità si organizzò in polis, e si organizzò militarmente con un nuovo modello di esercito, quello centuriato, nel quale vennero arruolati anche i plebei, che in tempo di pace si dedicavano all'attività agricola, utilizzata dagli stessi per potersi dotare di armi ed armatura. In questo caso il rex, comandante in capo della legione grazie al suo potere di comando (imperium), altri non era che il magister populi.

## Fonti principali del periodo

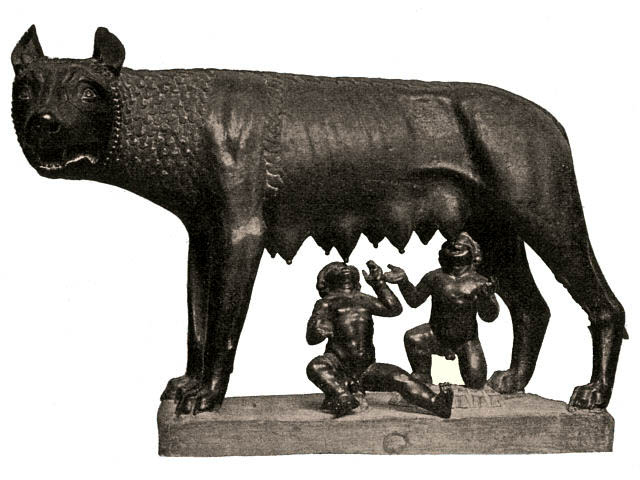
La scultura che rappresenta la Lupa capitolina che allatta i gemelli Romolo e Remo, secondo la cui tradizione Romolo sarebbe fondatore e primo rex di Roma.

Secondo le opere storico-giuridiche di Gaio e Sesto Pomponio i mores, all'inizio della storia di Roma, andarono ad identificarsi col diritto romano, determinando il modo in cui gli appartenenti alla comunità dovevano comportarsi: questi modelli di comportamento derivavano dalla tradizione dei primitivi pagi che occupavano le colline nei pressi del fiume Tevere. Gli studiosi ritengono che prima dell'età regia (ovvero la fase pre-civica) i mores si basassero sul comportamento delle familiae e successivamente (a partire dalla metà dell'VIII secolo a.C.) anche delle gentes, nel rispetto delle forze naturali, sulla base di quanto deliberavano i sacerdoti. Questi mores furono man mano raccolti dai sacerdoti, che li tramandarono oralmente, custoditi in archivi sacerdotali segreti.
In un primo momento i mores non costituirono leggi effettive, ma semplicemente precetti rispettati dalla comunità. Intorno al X secolo a.C. i sacerdoti raccoglievano tramite forma orale (probabilmente anche per iscritto) queste usanze, tenendoli segreti. In questo periodo erano gli unici detentori delle conoscenze giuridiche; il loro compito consisteva nel rivelare questi precetti consuetudinari al soggetto che li richiedesse (sempre segretamente) o piuttosto ad interpretarli nel modo più consono possibile. Essi consigliavano al richiedente quella necessaria condotta da seguire per raggiungere il proprio interesse o per difendersi correttamente da un diritto altrui. Tutto questo perché ai primordi del diritto romano, vi era un forte moralismo, che utilizzava modi prefissati di parlare e di comportarsi, ad esempio per condurre una trattativa o semplicemente far valere un proprio diritto. Tale metodologia venne utilizzata sia nel periodo regio che in buona parte del repubblicano. Nell'età regia l'interpretazione era, quindi, affidata al rex . Meddix o al Pontifex Maximus, in modo congiunto o anche separato.
(Sesto Pomponio, Enchiridion, Paragrafo 1, riga 3)
Quando Romolo (per elezione popolare come era in uso a quel tempo) diventò capo del governo divise le tribù in trenta curiae, evento da cui trova origine l'atto normativo della lex regia, basato su qualche intervento delle curiae nell'emanazione delle leges regiae, secondo quanto attestato dalle fonti pervenuteci.
(Sesto Pomponio, Digesto. trad.: Gennaro Franciosi)
Solo Sesto Pomponio tramanda che, con i primi re, si sentì il bisogno di creare norme scritte tanto da generare l'atto normativo delle leges regiae.
(Sesto Pomponio, Enchiridion. traduzione)
Grazie anche ad altre fonti, tra cui Plutarco, Cicerone e Sesto Pomponio, conosciamo queste norme, emanate dai re con l'intervento anche o solo del Pontefice massimo. A questo punto gli storici hanno cominciato a pensare( facendo pure un poco di confusione) che ci fosse un profondo collegamento tra leges regiae e mores, tanto da credere che fossero usanze trasformate in leggi. Secondo la tradizione, la prima lex regia venne emanata da Romolo( ?) mentre la prima opera sarebbe il liber Numae del secondo re di Roma, Numa Pompilio(?) che avrebbe raccolto le norme di Romolo e Numa Pompilio, compresi i riti sacerdotali derivanti dai mores. Da quest'opera si ispirarono anche i re successivi creando nuove leges. La tradizione successivamente ci parla anche di altre opere come il commentarius di Servio Tullio e i Libri sibillini che ricevette Tarquinio il Superbo dalla ninfa Sibilla (?mito)e che conterrebbe alcuni riti religiosi.
Con la cacciata dei Tarquini si concluse l'età regia e l'unica forma di diritto certo fu quello delle rivelazioni e l'interpretazione dei mores da parte del solo Pontifex Maximus. Nei sessant'anni successivi la plebe cominciò a sospettare che l'interpretazione dei Pontefici fosse solo a vantaggio dei patrizi ed a danno dei plebei. Tale sospetto generò una serie di conflitti tra patrizi e plebei che portò a chiedere leggi scritte che riassumessero i principi espressi dai mores in modo tale da bloccare il monopolio dei pontefici sul diritto non-scritto, tramandato e conosciuto solo dagli stessi sacerdoti. Così con un decemvirato legislativo durato un paio d'anni nel 450 a.C. venne emanata la legge delle XII tavole.

## Diritto pubblico: istituzioni e cariche
La creazione di una costituzione romana non fu certamente un atto formale ed ufficiale. Si trattò invece di un insieme di norme largamente non-scritte e costantemente in evoluzione. Rappresentò regole di controllo e di equilibrio tra le differenti funzioni e poteri, costruiti sulla base di una loro separazione, attraverso l'esercizio del diritto di veto o la necessità dei requisiti del quorum nelle assemblee cittadine, tenendo presente i termini di scadenza di ciascun mandato ed il diritto di ottenere elezioni regolari. Molti concetti costituzionali moderni sono, quindi, derivati dall'insieme delle istituzioni della costituzione romana.
La partecipazione alla vita politica era consentita solo ai Quirites, mentre solo i patres familiarum potevano far parte del Senato. Organi del governo quiritario furono: il rex, l'assemblea dei patres (senatus) e l'assemblea popolare (comitia curiata).
- Nella fase latino-sabina- italica- ( c'è un poco di confusione creata dagli storici)  il rex o Meddix (non esistevano Re e la carica non era ereditaria) era il capo civile e religioso, in una forma di monarchia- democratica ( il meddix era eletto democraticamente dal consesso degli anziani e con la presenza dei primi giovani nati a primavera,quelli del ver sacrum-(che non era un rito tribale, bensì erano coloro che si trasferivano nelle nuove terre dove andavano i transumanti e fondavano nuove Genti) temperata dall'oligarchia dei patres gentium - Meddix- riuniti nell'assemblea che veniva convocata per risolvere le vertenze; i comitia curiata furono un'assemblea dei membri delle gentes. Era inoltre costituito da tre sistemi normativi: uno che si basava sul fatum e si concretizzava in una serie di norme religiose proibitive (nefas est); quello dello ius Quiritium, derivante dai mores maiorum comuni alle gentes; ed infine quello dei foedera, riguardante le norme sugli accordi tra patres gentium oltre alle leges regiae. Questa prima fase conserverebbe una terminologia prettamente latina come: rex o Meddix, regia, interregnum, patres, tribus, curia, decuria, comitium, pontifices, augures, flamines e salii.[3]
- Nella fase etrusco-latina, il rex acquisì maggiori poteri, soprattutto militari (imperium); il senato venne allargato anche ai patres familiarum; mentre i comitia curiata furono convocati per ricevere il formale impegno all'obbedienza del rex nominato. In questa fase ordinamento si differenziò da quella precedente, acquisendo maggiore importanza la lex regia e la sanzione venne dettata dall'imperium del re.
- Con la fine della monarchia, il rex mantenne solo i poteri religiosi (rex sacrorum);[28] i comitia curiata persero importanza; nel senato vennero ammessi anche i filii familias. Il posto del re fu preso, secondo la tradizione romana, da un organo collegiale (collegium) costituito da una coppia di magistrati, investiti di poteri civili e militari. E poiché erano chiamati a condurre l'esercito (prae-ire) avrebbero assunto inizialmente il nome di praetores, più tardi quello di consules (= colui che consulta, in quanto era necessario consultarsi con il collega per raggiungere un accordo).[29]

### Magistrature
Durante il periodo regio, il Rex - Meddix - era il principale magistrato del potere esecutivo. Il suo potere, in pratica, era assoluto. Egli era il capo dei sacerdoti romani (pontifex maximus), il legislatore, il giudice, ed il comandante in capo dell'esercito romano. Quando il Re moriva, il suo potere tornava al Senato, il quale sceglieva un interrex tra i patres (patrizi) per facilitare l'elezione del nuovo sovrano. Durante il passaggio dalla monarchia alla Repubblica, l'equilibrio costituzionale del potere venne spostato dal potere esecutivo del Re a quello del Senato.
Dopo la cacciata dei re, con l'avvento della Repubblica (509 a.C.), il potere detenuto dal re fu trasferito prima a due praetores (in seguito chiamati consoli), che erano eletti annualmente. I magistrati romani erano ora eletti dallo stesso Popolo di Roma, ed erano titolarti di un grado di potere, chiamato "maggior potere" (maior potestas). Il dittatore aveva più "maggior potere" degli altri magistrati, dopo di lui c'era il censore, poi il console (consul), il pretore (praetor), l'edile ed il questore (quaestor). Ogni magistrato poteva poi opporre il suo "veto" ad un'azione che fosse stata presa da un altro magistrato di pari grado o inferiore. Per definizione il tribuno della plebe e gli edili plebei non erano tecnicamente dei magistrati fino a quando furono eletti dai plebei, e come tali, erano indipendenti da tutti gli altri magistrati.

#### Rex

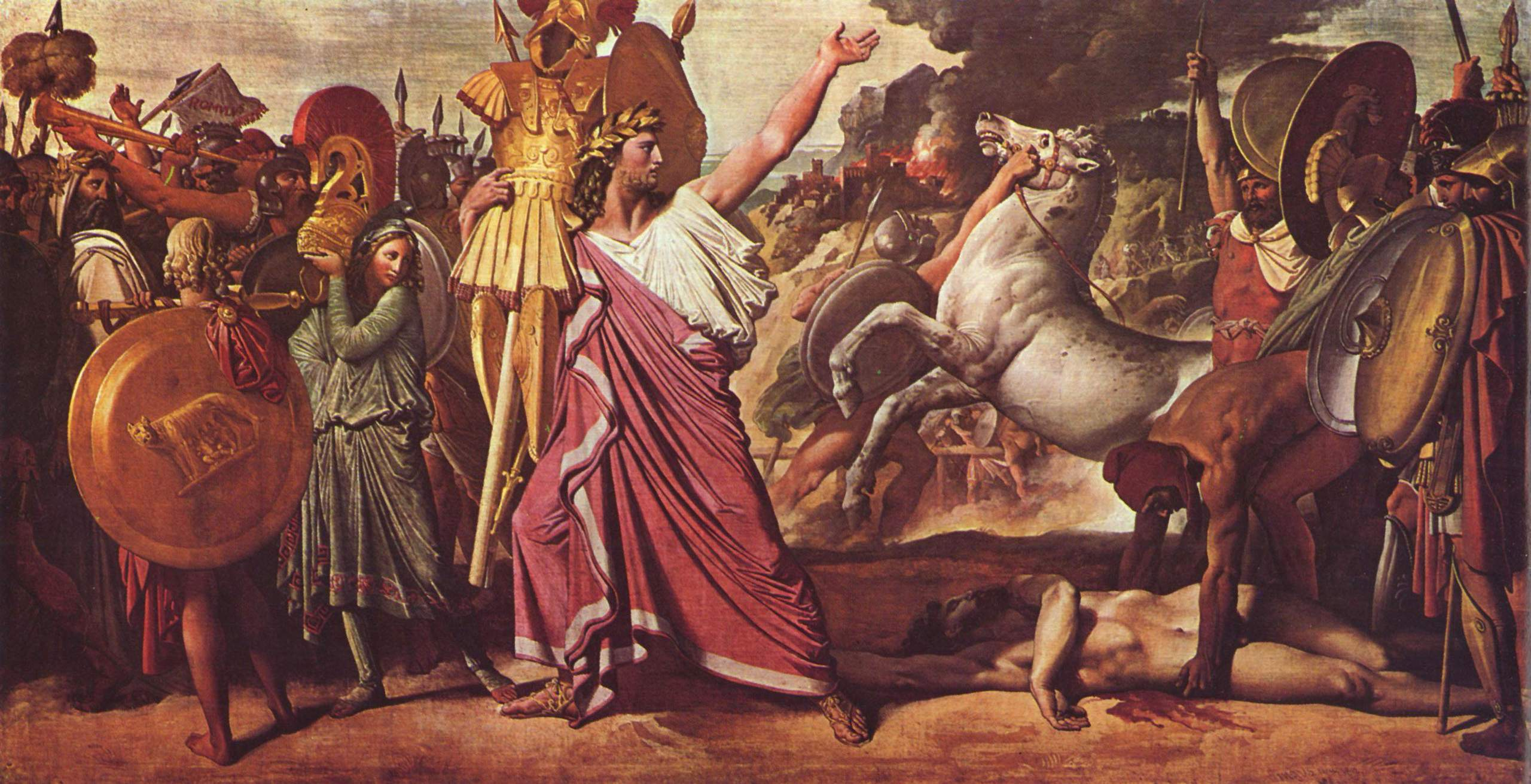
Romolo, primo re di Roma, da un dipinto di Jean Auguste Dominique Ingres (1812)

Prima del 509, il governo romano era costituito da 3 elementi fondamentali: il rex- Meddix- ( in merito al Meddix c'è poca informazione non voluta dagli storici)i comitia curiata e il senatus. I suoi poteri subirono delle variazioni nel passaggio dalla monarchia latino-sabina all'età etrusca.
La carica regi del Meddix- era, prima di tutto, religiosa, poiché compito del rex-Meddix era di assicurare la pax deorum, raccogliendo gli auspici degli dei, essendo di fatto sommo sacerdote della comunità; monocratica, nel senso che poteva essere ricoperta da una sola persona ma non a vita, salvo spontanea abdicatio o esautorazione decisa dal consiglio; durava ininterrottamente salvo il periodo, di cinque giorni, del regifugium, in cui il rex-Meddix- era sostituito dall'interrex. Il rex-Meddix dirigeva pertanto la vita della comunità, ne organizzava la difesa, provvedendo ad organizzarla.
Quando il re moriva, poiché la monarchia-democratica non era ereditaria, era necessario eleggerne uno nuovo. In questo caso il potere tornava ai patres (auctoritas patrum) insieme agli auspicia, proprio perché l'interregnum si fondava sul principio base che, anche in seguito alla morte del sovrano, ci fosse continuità negli auspicia come nell'auctoritas, che pertanto redeunt ad patres (tornano ai patres del Senato romano).
Nel lasso di tempo in cui bisognava individuare il nuovo rex-Meddix-, i patres (senatori) provvedevano ogni 5 giorni all'elezione di un interrex, finché i patres non trovavano un accordo sul nuovo re. Una volta individuato, egli era presentato al popolo, e successivamente si procedeva all'inauguratio, cerimonia religiosa con la quale s'invocavano il favore degli dei. Poi si procedeva ad una delibera della lex curiata de imperio, in uso a partire dalla fase etrusco-latina. Serviva a conferire al rex, limperium (comando militare dell'esercito in battaglia), divenendo di fatto magister populi. L'imperium del rex era strettamente connesso con l'auspicium e rappresentava il potere che il capo aveva, grazie alle sue qualità personali, anche sopra i capi dei gruppi minori (gentes e piccoli villaggi che componevano la civitas).
Al rex - Meddix-spettava un'attività normativa (leges regiae) nella vita della civitas che si manifestava soprattutto attraverso:
- l'interpretatio di antiche regole e dei mores maiorum (costumi degli antichi) anche attraverso il collegio sacerdotale dei pontefici che il rex presiedeva;[38]
- attraverso ordinanze, grazie allo ius edicendi, pur non trascurando spesso il consiglio dei patres.[38]

Spettava al rex -Meddix-anche l'iniziativa penale oltre al fatto di organizzare la difesa privata del singolo cittadino. Nel primo caso poteva agire contro quei crimini (crimina) che avevano intaccato la pax deorum come chi commetteva un parricidium (vale a dire per l'uccisione del pater familias) o la perduellio (ovvero l'alto tradimento della civitas), prevedendo fino all'esecuzione capitale (supplicium) quale funzione purificatrice; Il rex sembra si avvalesse di alcuni funzionari per queste funzioni giurisdizionali, come i quaestores parricidi e i duoviri perduellionis.
Nel secondo caso, quando era necessario un suo intervento a difesa del singolo cittadino, egli aveva la iurisdictio (funzione giurisdizionale), cioè poteva intervenire nelle liti private per affermare l'autorità dello ius vigente sulla comunità. Sempre al rex era attribuita la coercitio contro coloro che si opponevano all'imperium. Deteneva, pertanto, un potere di polizia rientrante nella potestas e si esplicava attraverso i lictores. Egli poteva anche imporre una multa o disporre per una carcerazione preventiva.
Ai primordi il rex potrebbe essere intervenuto anche nelle lotte tra opposte fazioni o gentes, evitando che gruppi di questo tipo potessero farsi giustizia da sé compromettendo l'unità della stessa civitas. Egli aveva, pertanto, il compito di far cessare il conflitto (fase in iure), per poi stabilire i termini del compromesso tra le parti.
Con la crisi della civitas e la caduta della monarchia, il rex divenne semplicemente rex sacrorum, spogliato quindi dei poteri politici ed in parte di quelli religiosi (confluiti in parte al pontifex maximus), anche se di questi ultimi fu superiore per rango a qualunque altro sacerdote eponimo del collegio pontificale. Non fu, quindi, più magister populi ma un semplice magistratus.

#### Magistrature alto repubblicane

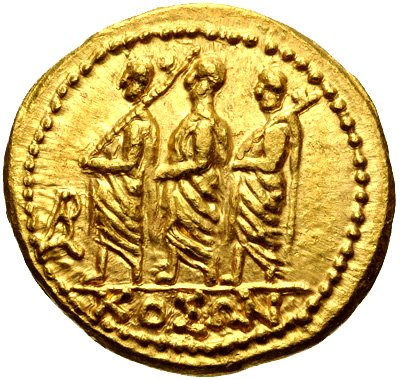
Moneta raffigurante un console romano accompagnato da due littori.

Con l'avvento della Repubblica romana, il termine magister populi servì a denominare il semplice magistratus - Meddix ( e non magistrato). Il rex venne quindi sostituito sia con il dictator (dal 494 a.C.) e, prima ancora, dai due praetores (solo più tardi detti consules). Il magister populi era soprattutto il comandante della fanteria (per una durata di soli sei mesi), e demandava ad un magister equitum, di sua nomina, il comando della cavalleria. I magistrari si distinguevano poi, sulla base del loro livello di potere in:
- Magistratus maiores (categoria superiore), forniti di potestas ed imperium (cum imperio);
- Magistratus minores (categoria inferiore), forniti della sola potestas (sine imperio).

Vi furono, inoltre, magistrature ordinarie e straordinarie. Quelle ordinarie, proprie della comune vita della civitas, erano rinnovate annualmente, con a capo il praetor. La sua figura diventò progressivamente autonoma, fino a diventare capo di tutto il populus romanum quiritium anche al di fuori dell'ambito militare, nel periodo di crisi; più tardi, con la duplicazione della legione romana, divennero 2, ma sempre con decisioni autonome.
Riguardo alle magistrature straordinarie, se ne faceva ricorso in particolari momenti, nominando attraverso il praetor, un dictator, il quale aveva specifiche funzioni militari (guerre esterne) e d'ordine pubblico. Vi erano poi i decemviri legibus scribundis, che avevano funzioni consultive; i tribuni militum; i censores, che avevano il compito di verificare il censo individuale; i sacerdotes che, seppure estranei all'organizzazione del governo quiritario, svolgevano compiti ausiliari nelle funzioni di governo, in funzione della pax deorum, e svolgendo funzioni religiose d'interesse pubblico. I 3 massimi collegi sacerdotali furono:
- i pontifices, dapprima 3 poi 5, oltre al rex sacrorum, i quali si assicuravano che la vita cittadina si svolgesse in conformità alle esigenze poste dalle divinità protettrici della civitas;
- gli auguri, arbitri della delicata scienza degli auspici, che condizionava l'inauguratio;
- i duoviri sacris faciundis, custodi dei sacri libri sibillini.

### Senato

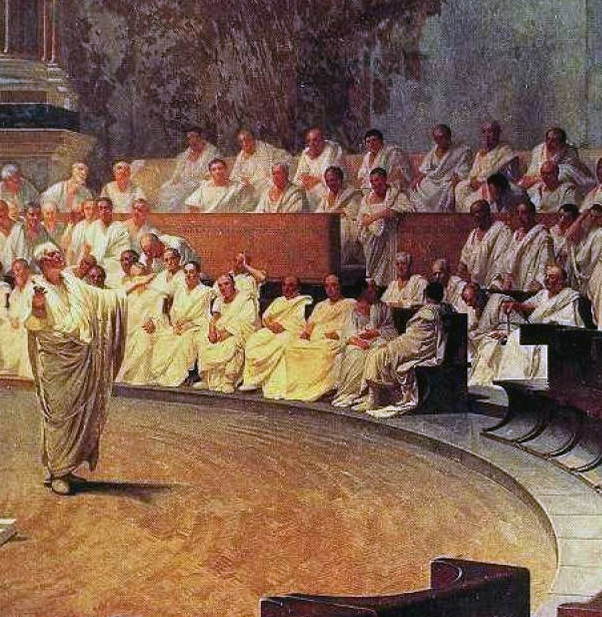
Rappresentazione di una tipica seduta del Senato di Roma antica (affresco di Cesare Maccari del XIX secolo)

Il termine senato deriva dal latino senex (anziani o padri), che significa vecchio, perché i membri del senato erano inizialmente gli anziani del popolo romano. Era costituito inizialmente dai cosiddetti patres gentium, ovvero i capigruppo delle gentes originarie, oltre a quelle entrate a far parte della comunità romana per cooptatio (ammissione o adozione all'interno di una comunità).
Il Senato romano fu l'istituzione di maggior durata dell'intera storia romana. Fu creato probabilmente prima dell'elezione al trono del primo Rex. Sopravvisse alla caduta della monarchia nel 509 a.C.. Il suo potere, durante il periodo regio, fu un organo consultivo del Rex. Al Senato spettava una triplice funzione: di identificare la nuova figura del rex quando moriva, con la nomina dell'interrex; consultiva, quando richiesta, da parte del rex; di convalida delle delibere delle assemblee popolari (auctoritas patrum).
Questo collegio che nella vita romana ebbe un ruolo di preminente importanza, ameno in epoca regia e repubblicana, sembra fosse di nomina regia al tempo della monarchia, di nomina consolare e poi censoria in epoca repubblicana.
L'ultimo re di Roma, il tiranno Tarquinio il Superbo, fu rovesciato grazie ad un colpo di Stato progettato dal corpo dei senatori.

### Assemblee romane
La prima tra le assemblee romane era quella dei Comitia curiata, istituiti durante il periodo regio latino-sabino. Poco dopo l'inizio della repubblica, comunque, i Comitia centuriata ed i Comitia tributa divennero le principali assemblee legislative. Le prime assemblee della Repubblica romana utilizzavano una forma di democrazia diretta, dove gli stessi cittadini votavano direttamente, piuttosto che i rappresentanti eletti. I membri di queste assemblee non avevano alcuna autorità per introdurre nuove proposte di legge a titolo personale; solo i magistrati esecutivi potevano proporre nuovi disegni di legge.

#### Comitia curiata
La prima assemblea costituente dei cittadini romani, durante il primo periodo regio e quindi di antichissima costituzione, fu quella collegate alle curie, composte dai patres gentium, dai patres familiarum, dai clienti e dai plebei. Secondo il De Francisci, questa assemblea non deteneva di fatto poteri evidenti. Non aveva, infatti, un potere elettorale, poiché il rex era designato da un pater nella qualità di interrex, oltre al fatto che il tribunus celerum, il magister populi, i duumviri perduellionis ed i quaestores parricidii erano tutti creati dal rex. Le loro funzioni risultavano:
- di sicuro non elettorali, poiché una volta eletto il rex (e più tardi i magistrati maggiori), ne seguiva la sua acclamazione davanti al popolo riunito (attraverso lalex curiata de imperio), che si obbligava nei confronti del neoeletto all'obbedienza;[44][46]
- neppure legislative, poiché la materia era riservata al solo rex (leges regiae);[46]
- e neanche giurisdizionali, in quanto il popolo poteva solo assistere ad una grave condanna contro chi si era macchiato di aver attirato sull'intera comunità l'ira degli dèi e, per questo motivo, meritava il supplicium.[46]

Sempre secondo il De Francisci, l'attività delle curiae fu limitata alla vita di gruppi minori, dinnanzi alle quali si compivano:
- gli atti del testamento (calatis comitiis), dove il pater familias designava ufficialmente il suo successore;[46]
- la detestatio sacrorum, ovvero la rinuncia al culto familiare (connesso molto probabilmente con l'adrogatio);[46]
- la cooptatio, che rappresentava l'ammissione di una nuova gens nella comunità romana;[45]
- e l'adrogatio quando un pater familias si sottoponeva alla protezione di un altro pater.[45]

Ed anche in questi casi, i comitia curiata non avevano una vera e propria funzione deliberante.

#### Concilia plebis
Con la fine della monarchia latino-etrusca, emerse una nuova tipologia di assemblea, influente ed al tempo stesso rivoluzionaria, che coinvolse la parte meno abbiente della città di Roma, la plebe. Si trattava dei cosiddetti concilia plebis tributa. Nacquero con la prerogativa di riunire le tribù di plebei e concordare insieme quali fossero le richieste utili da far presenti all'aristocrazia cittadina dei Quiriti. Essa si occupava sia di eleggere dei loro rappresentanti (tribuni), sia di esprimere loro pareri attraverso i plebiscita per chiedere eventuali modifiche alle leggi della civitas. Le decisioni erano prese per volontà della maggioranza della singole tribù. Attraverso questi plebiscita vennero proposte in seguito le prime leggi scritte, delle XII tavole, conosciute anche come Ius legitimum vetus. Con la riforma di Servio Tullio vennero ammessi anche i plebei all'interno delle votazioni dei comitia centuriata, anche se l'aristocrazia deteneva pur sempre la maggioranza dei voti nell'assemblea generale.

#### Concilium plebis e tribunato
Il Concilium plebis (Assemblea della Plebe) era un'assemblea tribale, che escludeva tutti i patrizi, cui era vietato prendere parte ai raduni. Solo i tribuni della plebe (tribuni plebis) potevano convocare quest'assemblea, che si riuniva usualmente alla sorgente Comizia (i senatori patrizi spesso osservavano dai gradini della Curia Hostilia e interrompevano i tribuni durante gli incontri). Inizialmente le deliberazioni adottate dai Concilia plebis avevano valore di deliberazioni interne, con efficacia limitata ai soli plebei. I concilia plebis furono costituiti per soddisfare le sempre più grandi rivendicazioni delle classi meno abbienti, e avevano competenze propriamente giudiziarie. In questi concili, l'assemblea deliberava i plebiscita (ossia i plebisciti), presiedute dai tribuni della plebe, che man mano assunsero sempre maggiore rilevanza nel diritto romano.
Qui venivano eletti sia i tribuni della plebe sia gli edili plebei, piuttosto che dall'intero popolo di Roma (che comprendeva anche i patrizi), non erano considerati dei veri e propri magistrati e non disponevano della maior potestas. Il termine "magistrato plebeo" (Magistratus plebeii) risulterebbe, pertanto, un uso improprio del termine. Erano considerati come rappresentanti del popolo, in modo che potessero esercitare un controllo popolare sugli atti del Senato (attraverso il loro potere di veto), salvaguardando la libertà civile di tutti i cittadini romani. Gli edili plebei rappresentavano in qualche modo gli assistenti dei tribuni, svolgendo spesso compiti similirai degli edili curuli (vedi sopra). Nel tempo, tuttavia, le differenze tra le edili plebei e curuli scomparvero.

## Diritto privato
La più antica forma di diritto romano privato (ius in latino) è lo Ius Quiritium (diritto dei quiriti), che costituì la base dello ius civile vetus. Era formato da usanze arcaiche con caratteristiche più magico-religiose che tipicamente giuridiche. Il diritto arcaico stabiliva che fossero i patres familiae o eventualmente le gentes a decidere le pene nella comunità, poiché il rex non si intrometteva mai in maniera tanto incisiva. Usanza del re e degli altri magistrati era, infatti, quella di punire solo alcuni delitti relativi al tradimento, alla sovversione interna, ai delitti militari e agli omicidi. Per lo più il rex si occupava di controllare la regolarità degli atti compiuti dalle gentes e dai patres familiae, demandando loro l'attuazione delle sanzioni previste.
I suoi lineamenti caratteristici furono:
- Esclusivismo patrizio, che si traduceva in una applicabilità rivolta alle sole gentes e familiae quiritarie.
- Limitazione della materia regolata ai soli rapporti inter gentilizi, riguardanti i vari pater familiarum, senza considerare quella parte di ius relativo alle sanzioni. In sostanza colui che avesse subito un danno, era autorizzato a reagire, proporzionando la reazione (actio) in funzione del danno subito. Per eventuali controversie la parte offesa (attore) e quella che aveva arrecato danno (convenuto) erano tenuti ad incontrarsi davanti al rex, il quale si faceva carico di interpretare lo ius, provando a porre rimedio alla controversia. In caso di ulteriore mancato accordo riguardo alla decisione regia, si poteva ricorrere nuovamente (una specie di moderno appello) davanti ad un arbitro, chiamato iudex privatus, che dopo i necessari accertamenti pronunciava una sententia.
- La religiosità delle norme;
- L'immutabilità delle norme, che si basavano su consuetudini antiche e tramandate attraverso i mores maiorum.

Lo ius Quiritium definì, inoltre, chi fosse qualificato per rappresentare la parte di attore o convenuto. Privi di questa capacità furono i maschi non adulti (impuberes) e le donne. Nel caso, infatti, della morte del pater familias, passavano a far parte della famiglia del suo o suoi successori. La famiglia quiritaria era, pertanto, un insieme di soggetti oggetti giuridici, il cui responsabile era il solo pater familias, titolare del relativo mancipium, che a sua volta si divideva in:
- patria potestas, vale a dire quel potere assoluto sui filii e soggetti assimilati, che Gaio definisce caratteristica tipica dei Romani (ius proprium civium Romanorum[49]), non invece dei Latini;[50][51]
- uxores in manu, potere sulla moglie;[51]
- potestas sui mancipia, poteri sui soggetti liberi presi in adozione da altre familiae;[51]
- mancipium ex iure Quiritium, potere su tutte le ricchezze della famiglia.

### Diritto di famiglia

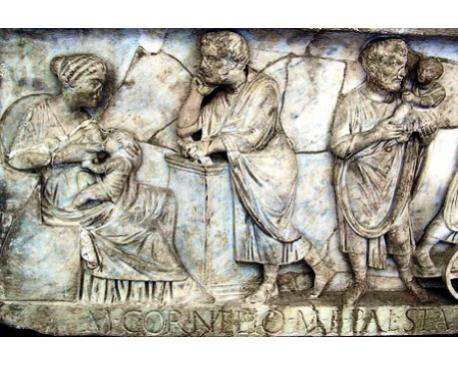
Famiglia romana rappresentata su una tomba

Nel periodo antecedente le fondazione di Roma, esisteva solo la struttura della familia primitiva (che Pietro De Francisci ipotizza fosse di diverse tipologie, per tradizioni e consuetudini), mentre quella della gens ancora non esisteva. Queste familiae proprio iure erano caratterizzate dal potere del patriarca, dove il pater familias deteneva un potere assoluto di decidere sulla familia, poiché genus della stessa. La familia costituiva un vero proprio consortium (comunione di beni), che rimaneva intatto fino alla morte del pater e in alcuni casi anche dopo, fino a quando i filii familis avessero preferito che il patrimonio appartenesse a tutti e ad ognuno di loro. Comune a tutte le tipologie di familiae vi era oltre al senso di costituire un'unità fondamentale all'interno della civitas, la coscienza di avere comuni vincoli di sangue, identici interessi economici, oltre a fondarsi su elementi religiosi che imponevano di occuparsi del culto degli antenati (sacra gentilicia).
I primi insediamenti familiari risultarono di tipo semi-nomade o sedentario. È evidente che la familia avesse la necessità di non vivere isolata, al contrario di aggregarsi in un organismo più vasto come la gens, che territorialmente possiamo considerare corrispondente al villaggio (pagus). Ciascuna familia disponeva di una proprietà esclusiva (heredium), che si concretizzava anche in una porzione di territorio della gens (una primitiva forma di possessio), definita da Romolo bina iugera e dalle XII tavole hortus. La familia, la casa, l'orto, gli animali e gli schiavi, tutto ciò che si trovava sul territorio della gens, qualora non vi fossero filii o adgnati, tornava nella piena proprietà della gens. Quest'ultima infatti aveva non solo un proprio ordinamento religioso primitivo, ma anche politico e quindi dotato di propri organi, che potevano emettere decreta, chiamati consensus.
Poiché sono stati rinvenuti negli strati più profondi della Roma arcaica, diverse qualità di corredi funerari, alcuni più ricchi e altri meno, ciò induce a credere vi fosse una reale differenza economica tra le varie famiglie.
Furono i mores a stabilire la struttura familiare, attribuendo la potestas al pater familias sui componenti familiari, nonché la futura struttura delle gentes. La familia romana regolava i rapporti interni sulla base del criterio dell'adgnatio (ad natus, nato dopo), vale a dire che il pater gentis (o princeps gentis o magister gentis), era padrone assoluto della vita e della morte della sua gens, stabilendo egli stesso leggi e sanzioni sui suoi partecipanti. L'autorità del pater gentis si fondava sul carisma del capo, sulle sue doti personali, che variavano in autorevolezza da pater a pater. Queste regole erano dettate dai decreta gentilicia. Egli era, inoltre, comandante militare della sua gens come avvenne quando i Fabii vennero sconfitti al Cremera dai Veienti. L'ordinamento giuridico risultava così composto, oltre che dai decreta anche dai mores, ovvero dalle consuetudini. Ogni gens era poi composta da più famiglie. Alle gentes si univano, infine, i clienti (clientes) in posizione di sudditanza rispetto ai gentiles. Il governo della civitas quiritaria fu, pertanto, di natura patriarcale. Certamente fu un governo chiuso, al quale erano ammessi solo particolari cittadini.
Romolo per primo stabilì una legge secondo la quale una moglie non potesse lasciare il marito. Al contrario la donna poteva essere ripudiata se tentava di avvelenare i figli o in caso di adulterio. Nel caso in cui fosse stata ripudiata per altri motivi, il marito era tenuto a versarle una quota del suo patrimonio e ad offrirne una seconda al tempio di Demetra. Chi ripudiava la propria moglie era, infine, tenuto a sacrificare agli dei Inferi. Curioso che Romolo non stabilì alcuna pena contro i parricidi, ma definì parricidio tutte le forme di omicidio, come se il parricidio fosse un delitto impossibile da compiersi. Qui di seguito altri istituti del diritto di famiglia romano del periodo:
- la patria potestas', il diritto del padre di disporre degli alieni iuris (le persone sottoposte alla sua potestas tra cui figli e vari parenti). Nel periodo arcaico aveva un potente aspetto patrimoniale, dove i filii familias potevano essere dati a un terzo tramite mancipatio (di solito in garanzia per un debito), o perfino venduti.
- la dominica potestas, era il potere del pater familias sulla res tra cui gli stessi schiavi.
- la manus: è la potestas sulla moglie e le mogli dei figli e nipoti. Questo istituto era strettamente collegato con il matrimonio poiché non esistevano l'uno senza l'altro. E qualora il marito fosse stato alieni iuris, non potendo detenere la manus della propria moglie, la deteneva il proprio pater familias (la moglie diventava così appartenente alla familias del marito, non appartenendo più alla propria familia di origine). Per ottenere la manus erano previsti due diversi atti:
  - la confarreatio: atto solenne con la pronuncia di determinate parole; una sorta di vero e proprio matrimonio (con dieci testimoni, il flamen Dialis e con un sacrificio a Giove di pane e farro).
  - la coemptio: finta compera mediante mancipatio, in cui si acquistava la donna in qualità di moglie.
- la Adrogatio, istituto che consentiva di sottomettere un pater familias (adrogatus) e le sue res al potere potestativo di un secondo pater familias (adrogante), trasformano il primo in alieni iuris rispetto al secondo.
- il Patronato e la clientela, che secondo la tradizione tramandataci da alcune fonti sarebbe stato istituito da Romolo con la lex regia. Questo istituto prevedeva che singole persone o intere famiglie (clientes) fossero sottoposte all'autorità di un gentilis o un pater familias (patronus) a cui dovevano prestare servizi con ossequio e obbedienza (partecipando agli stessi culti religiosi, lavorando le terre del patronus, prestando il servizio militare accanto ai propri gentiles, contribuire al riscatto del patronus prigioniero o a costituirne la dote delle sue figlie, ecc.) in cambio di protezione;[9] il loro legame era vincolato da regole di fides.[9] Il patronus aveva sul cliens un diritto di coercizione che in particolari casi poteva includere anche lo Ius vitae necisque, il diritto di successione, la tutela dei figli del cliens e il voto politico (almeno fino al decadere della gens, con l'assorbimento di molti clientes nella plebe, in epoca medio repubblicana).[14] La condizione in cui si trovava il cliens, indicata dal De Francisci, era in fide esse o in fidem se dedere (chiedere protezione); il patronus invece nel suo accogliere il cliens, in fidem accipere (accoglieva in protezione).[9] Qualora il patronus non proteggesse adeguatamente i suoi clientes, era colpito dalla consecratio capitis (la cessazione di qualsiasi difesa davanti a dèi e uomini);[9][56] al contrario il cliens che avesse danneggiato il proprio patronus in maniera ingiusta incorreva nella sacertà.
- il testamentum ed l'eredità, dove il testamento più antico pervenutoci è il testamentum calatis comitiis che veniva pronunciato davanti al collegio dei calatis comitiis in modo solenne e poteva essere redatto solo due volte l'anno, secondo Gaio. Il testamentum in procinctu derivato dal primo e molto simile, veniva redatto davanti all'esercito schierato prima di una battaglia. E poiché questi testamenti non esigevano la successione di un pater familias, era necessaria la mancipatio familiae.

### Obbligazioni
Erano forme di obbligazione gli istituti del nexum, vades e praedes, dove il nexum era un atto con cui il nexi vincolava il proprio corpo o il proprio lavoro come prestazione per il creditore; i vades garantivano la comparizione del convenuto nel processo (soprattutto quelli penali) e i praedes garantivano la restituzione della cosa nella legis actio sacramentum in rem o anche garantivano il versamento all'erario (summa sacramentum) o una prestazione dovuta al populus romanus.

### Proprietà e altri diritti reali
La mancipatio costituiva una sorta di compravendita-baratto nell'applicazione più arcaica, dove la res mancipi (relativamente solo ad alcuni beni, non per tutti), veniva scambiata con una forma di pre-moneta romana in bronzo (l'aes rude), che si doveva pesare con la bilancia tenuta da un libripens oltre che alla presenza di venditore, acquirente e cinque testimoni cittadini romani puberi (adulti). Gaio tramanda alcune frasi formali che venivano pronunciate durante l'atto della mancipatio:
(Gaio, Istituzioni di Gaio)
Altro istituto appartenente ai diritti reali era la vindicatio, secondo la quale si rivendicava la proprietà della res da parte del proprietario dominus. Qui il legame tra il bene ed il proprietario era talmente stretto che si pronunciava la formula ex iure Quiritium meum esse aio (non si rivendicava la proprietà della res ma la res stessa come propria), come ci tramanda Gaio in un giudizio pronunciato dal giudice:
(Gaio, Istituzioni di Gaio)
Una figura particolare è la vindicatio in servitutem mancipi fatta tramite mancipatio di cui alcuni studiosi tra cui il Guarino ipotizzano l'origine quirita.
L'usucapio era un istituto tramite il quale si assumeva la proprietà di un bene avendo usufruito per un certo periodo di tempo di quel bene. Nel periodo arcaico era un po' diverso rispetto a quello previsto dallo iuris civilis, dove si distingueva in acquisti derivati ed a titolo originale, distinzione che ab antiquo sicuramente non esisteva ancora. Secondo una consuetudine, poi ripresa dalle leggi delle XII Tavole, si acquisiva il bene immobile dopo due anni di usus; per acquisire invece le ceterae res (beni mobili oppure una donna convivente con l'uomo, come se fosse la moglie) era necessario un usus di solo un anno. Non era infine necessario giustificare l'usus, né dimostrare la bonae fidei.

### Diritto processuale
Le legis actiones eran quegli atti esperiti da un pater familias che rivendica una potestas in iure. La procedura processuale generale era molto antica. Ad esempio il sacramentum in rem era utilizzato per far valere la potestas del pater familias o rivendicare un'eredità o lo status di qualcuno come libero o schiavo. Sotto i Tarquini venne utilizzato anche per alcuni diritti sui beni. L'attore doveva prendere la persona o la cosa che gli apparteneva, anche con la forza, oppure portarlo davanti al rex. La controparte doveva solo comparire in iure per far in modo che il rex o il magistrato non autorizzasse il possesso dell'attore. Così avveniva che l'attore richiedesse la vindicatio sulla res:
(Gaio, Istituzioni di Gaio 4,16)
Ciò comportava che si ponesse la festuca sullo schiavo o sul presunto tale. Il convenuto doveva allora porre in essere la contro-vindicatio per fare in modo che l'attore non si appropriasse della res. Secondo alcuni studiosi moderni, la contesa, nell'età più arcaica, avveniva davvero e non era solo simbolica. Da qui si lasciava la res in custodia al magistrato, facendo un sacramentum, giurando quindi solennemente in nome di Giove, prima l'attore e poi il convenuto. Il sacramentum consisteva all'atto pratico di depositare 5 pecore o buoi, dove la parte che avesse compiuto un sacramentum iustum avrebbe poi esercitato il diritto di ritirare i suoi animali, mentre quelli di chi aveva avuto torto gli erano sottratti e sacrificati come espiazione (in seguito venne modificata con la lex Aternia Tarpeia).
Altro istituto era la pignoris capio, non propriamente una legis actio, poiché non partecipavano né il rex né alcun altro magistrato. In alcuni casi neppure il convenuto. Questa actio prevedeva che l'attore dovesse pronunciare parole precise e prendesse la res in pegno. Gaio ci parla di questa actio, facendo riferimento anche ai mores e alle XII Tavole, oltre ad alcune leges.

### Trattati con altri popoli

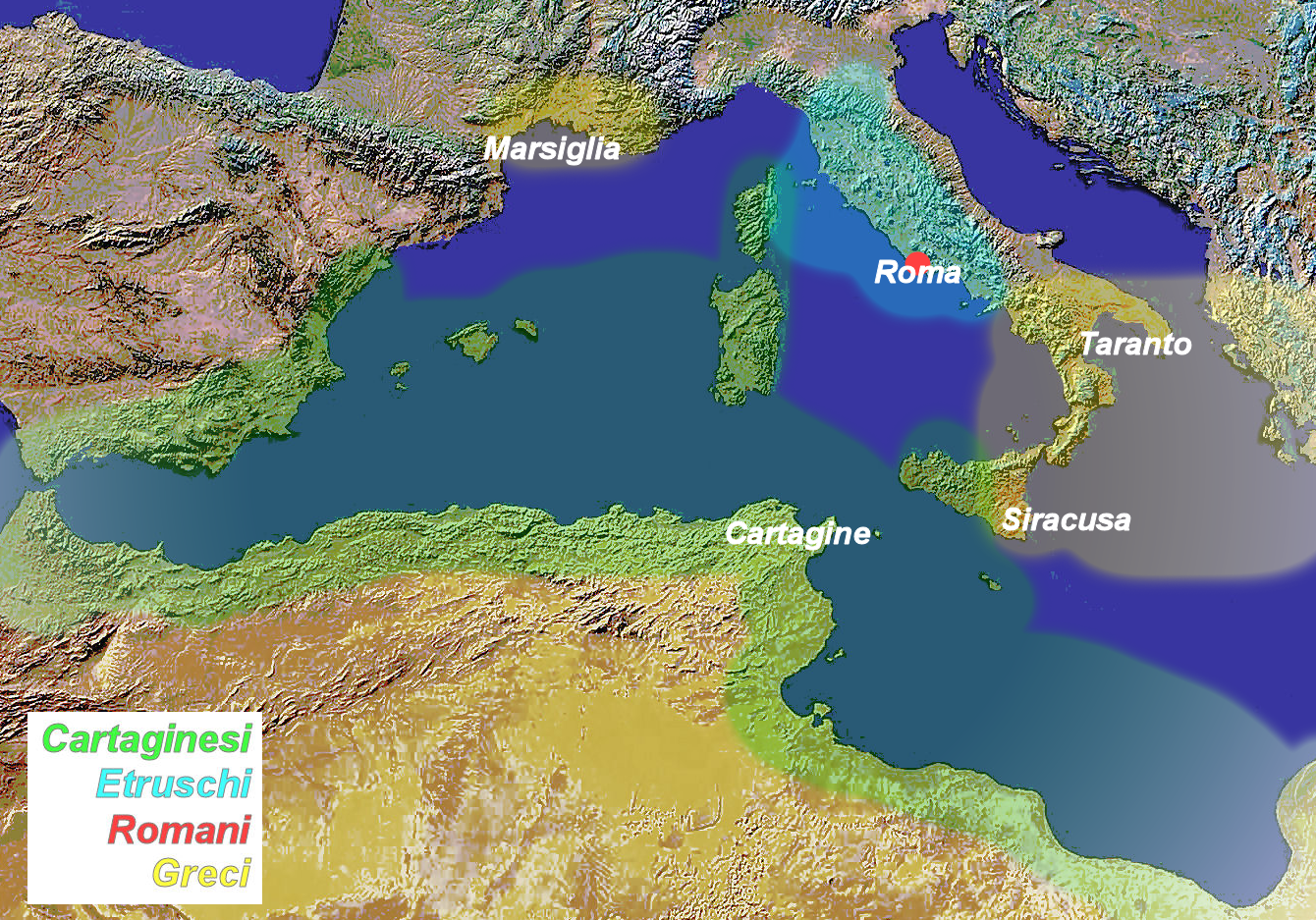
Principali aree di influenza nel Mediterraneo Occidentale nel 509 a.C., in seguito al primo dei trattati tra Roma e Cartagine: Roma controlla un territorio di pochi chilometri oltre le mura

Anche i patti costituiti tra i Romani e le popolazioni vicine erano stipulati con lo scopo di vivere in pace o di migliorare gli scambi commerciali, ottenendo così di conseguire migliori risultati economici. Risulta che il rex poteva concedere una cittadinanza romana minore (chiamata poi in età repubblicana Latium minor e Latium maior, a seconda di quali e quanti diritti del cittadino romano erano concessi). Secondo Dionigi di Alicarnasso in un primo momento questi foedera erano temporanei. A partire poi dal dominio etrusco durante l'età regia di Roma, questi trattati risultarono vere e proprie regole da rispettare a tempo indeterminato.
Grazie all'opera delle Istituzioni di Gaio possiamo sapere che per avere la piena capacità giuridica bisognava avere la cittadinanza romana, essere liberi e avere lo status di pater familias, oppure di pater gentis o semplici gentiles. Esistevano però alcune eccezioni: in taluni casi, per concessione del rex, e più tardi dei consoli, potevano essere concessi alcuni diritti a popolazioni vicine (i latini), tramite foedus (trattato di amicizia). In questo caso si concedeva loro: lo ius migrandi (diritto di potersi trasferire a Roma), lo ius suffragi (diritto di voto), lo ius commercii (diritto di poter compiere atti transitivi) e lo ius connubii (poter contrarre matrimonio con un romano).